# Bistum Fondi
Das Bistum Fondi war ein römisch-katholisches Bistum in der italienischen Region Latium.
Bei der Auflösung im Jahr 1818 umfasste es die Städte Fondi, Campodimele, Lenola, Monticelli und Pastena. Als Kathedrale diente die Kirche San Pietro in Fondi, die im 12./13. Jahrhundert gebaut wurde und als Wahlort von Gegenpapst Clemens VII. diente.

## Geschichte
Das Bistum wurde erstmals in einer Biographie über Papst Anterus (235–236) erwähnt.
Am 27. Juni 1818 löste Papst Pius VII. das Bistum mit der Bulle De utiliori auf und das Gebiet wurde dem Bistum Gaeta zugeschlagen. 1968 wurde es von Papst Paul VI. als Titularbistum Fundi wieder errichtet.

## Bischöfe
- Anonimo ? (zur Zeit von Papst Anterus)
- Vitale (vor 487 – nach 502)
- Andrea (spätes 6. Jahrhundert)[2]
- Agnello I. (vor 592 – nach 598)[3]
- Palombo (erwähnt 649)
- Agnello II. (erwähnt 680)
- Formoso (zur Zeit von Papst Leo III.)[4]
- Aliperto (Alberto?) (erwähnt 853)[5]
- Ariperto (oder Alpertus) (erwähnt 861)[6]
- Simeone (erwähnt 995)
- Rainerio (erwähnt 998)
- Oliviero (erwähnt 1000)
- Giovanni I. (vor 1015 – nach 1017)
- Marino (oder Martino) (erwähnt 1059)
- Contardo (erwähnt 1098[7] und 1099)
- Benedetto I., OSB (erwähnt 1100)
- Pietro I. (erwähnt 1131)
- Giovanni II. (vor 1172 – nach März 1179)[8]
- Daniele (1180 – nach 1194)[8]
- Benedetto II. (Oktober 1199 – ?)
- Roberto, OCist (1210 – circa 1227)
- Anonimi (erwähnt 1229, 1234, 1239, 1257, 1263)[8]
- Biagio I. (6. Mai 1268 – Dezember 1288)[8]
- Alberto da Terracina, OP (1289 – ?)
- Leone (1300–1304)
- Giacomo (13. März 1307–1316)
- Biagio II. (9. Februar 1317–1336)
- Pietro II., OP (18. November 1336 – ?)
- Francesco Giovanni Bartolomei (4. April 1343–1343)
- Lombardo Andrei (27. Oktober 1343–1348)
- Leonardo Tacconi (10. Juli 1348–1363)
- Giacomo Annibaldi, OFM (11. August 1363 – 24. Januar 1368)
- Raimondo, OFM (24. Januar 1368 – ?)
- Stefano Sardi (1391–1399)
- Domenico Astalli (18. Februar 1400 – 2. Mai 1414)
- Marcello (erwähnt 1416)
- Benedetto III. (14. Februar 1418 – 4. April 1422)
- Marino de Paolis (19. Oktober 1422 – 4. September 1444)
- Nicola de Faciis (27. Januar 1445 – ?)
- Pietro Gaetani (31. Mai 1476–1500)
- Nicola Pellegrini (29. Januar 1500–1520)
- Giacomo Pellegrini (1. Oktober 1520–1537)
- Giovanni Angelo Pellegrini (14. März 1537 – 14. Dezember 1552)
- Giovanni Andrea Caffarelli (14. Dezember 1552–1555)
- Fausto Caffarelli (17. Juli 1555–1566)
- Matteo Guerra (24. Januar 1567 – 30. Januar 1576)
- Pio Loterio, OSB (27. Februar 1576 – 1591)
- Giovanni Battista Comparini (5. April 1591–1616)
- Lelio Veterano (5. Dezember 1616 – 1619)
- Giovanni Agostino Gandolfo (28. Januar 1619 – 3. Dezember 1635)
- Maurizio Ragano (7. April 1636 – 1640)
- Pietro Paolo Pinto, OFM (13. August 1640 – September 1661)
- Simone Oliverio (13. März 1662 – 1. November 1668)
- Filippo Alferio Ossorio (1. April 1669 – 24. Februar 1693)
- Matteo Gagliani (20. Juli 1693 – 15. Januar 1703)
- Vittore Felice Conci (12. Februar 1703 – Juli 1715)
  - Sedisvakanz (1715–1719)
- Conone Luchini dal Verme (8. Februar 1719 – 16. Dezember 1720)
- Antonio Carrara (20. Januar 1721 – 21. März 1757)
- Onofrio Rossi (26. September 1757 – 9. April 1764)
- Giovanni Calcagnini (9. April 1764 – 24. Dezember 1775)
- Raffaele Tosti (29. Januar 1776 – circa 1781)
  - Sedisvakanz (1781–1792)
- Gennaro Vincenzo Tortora (27. Februar 1792–1814?)
  - Sedisvakanz (1814–1818)